# Marceli Paliwoda

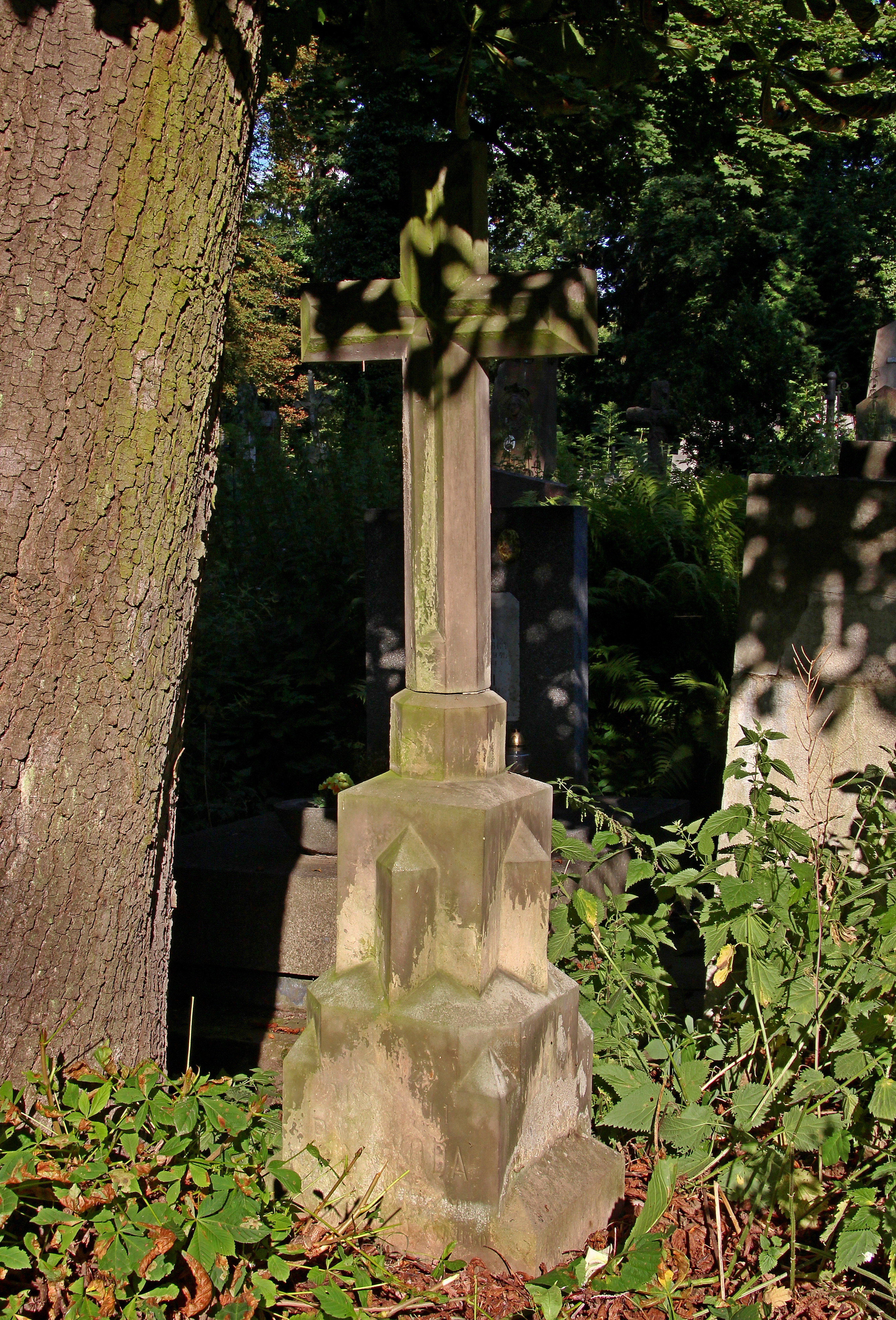

Marceli Paliwoda (ur. 1840, zm. 10 lipca 1895 we Lwowie) – polski duchowny rzymskokatolicki, profesor prawa kanonicznego, rektor Uniwersytetu Lwowskiego, teolog.
Ukończył studia teologiczne na Uniwersytecie Lwowskim, święcenia kapłańskie przyjął w 1864. Był wikariuszem w parafii w Bóbrce, następnie (od 1865) w parafii Matki Boskiej Śnieżnej we Lwowie. Pełnił także funkcję prefekta studiów w seminarium duchownym obrządku łacińskiego. W 1867 został adiunktem na Wydziale Teologicznym Uniwersytetu Lwowskiego, w roku akademickim 1869/1870 obronił doktorat teologii. Był pierwszym w Galicji doktorem habilitowanym z zakresu austriackiego prawa kościelnego, od 1872 z tytułem docenta. Jego wykłady z prawa kanonicznego ukazały się w formie skryptu Praelectiones ex iure canonico singulari habito respectu ad dispositiones civiles Imperii Austriaci (1876), później kilkakrotnie wznawianego (w 1889 poszerzonego o problematykę obrządku greckokatolickiego) i wykorzystywanego do końca istnienia imperium austro-węgierskiego. Jedno z kolejnych wydań tego podręcznika opracował już po śmierci Paliwody jego następca na katedrze, ks. Błażej Jaszowski.
Jako pierwszy na Uniwersytecie Lwowskim prowadził nadzwyczajne wykłady publiczne, które jednak nie spotkały się z szerokim odbiorem – były głoszone po łacinie. Wykonywał jednocześnie obowiązki w Kurii Metropolitalnej, gdzie był sekretarzem Sądu Metropolitalnego ds. małżeńskich (1874), radcą konsystorza, asesorem Sądu Metropolitalnego (1877). Ponadto zachował funkcję prefekta seminarium. Na Uniwersytecie mianowany został profesorem nadzwyczajnym w 1877, profesorem zwyczajnym w 1884. W roku akademickim 1886/1887 pełnił funkcję dziekana Wydziału Teologicznego (1887/1888 prodziekana), a 1892/1893 rektora Uniwersytetu Lwowskiego (1893/1894 prorektora). Z ramienia Wydziału Teologicznego zasiadał w Senacie akademickim, ponadto był członkiem komisji rządowej do egzaminów prawno-historycznych. Ze względu na liczne obowiązki praktycznie nie publikował (poza wspomnianym skryptem ukazało się jedynie kilka kazań).
Został pochowany na cmentarzu Łyczakowskim we Lwowie.